# SUNSUN みんなのニュース
『SUNSUN みんなのニュース』（さんさんみんなのニュース）は、2015年3月30日から2018年3月30日まで高知さんさんテレビで夕方に放送されていた高知県向けのローカルワイドニュース番組。

## 番組概要
キー局・フジテレビが『みんなのニュース』をスタートさせることに伴い、『SUNSUNスーパーニュース』の後番組かつ『FNNみんなのニュース』の高知県ローカルパートとして放送開始。
2016年4月4日より放送開始時間が15時50分からに前拡大され、『みんなのニュース』第1部（通称：『みんなのニュース Hop!』）のネット受けを新たに開始。レギュラー放送における第1部のネット受けは、福島テレビ（FTV みんなのニュース）で打ち切りとなって以来3クールぶりとなる。

## 放送時間
- 月 - 金曜日 17:53 - 19:00（17:53 - 18:14・18:50 - 19:00は東京発の『みんなのニュース』をネット受け） ※16:50 - 17:53は全国ニュース『みんなのニュース』のタイトルですべて東京から放送
  - 2016年4月4日から9月30日までは15:50 - 19:00（15:50 - 18:14・18:50 - 19:00は東京発の『みんなのニュース』をネット受け）に放送していた。

## キャスター
出演者はすべて、高知さんさんテレビのアナウンサー。
- 遠藤圭介・野村舞（月・火）
- 玉井新平・正木麻由（水・木・金）
- シフト勤務（土曜日・日曜日）

### 過去
- 沖田総平（現・山口朝日放送）
- 大西緑